# Христо Спасов (учител)
| “ | Явна благодарность, Бълг. училищно Настоятелство въ Гостивар, съ настоящето сърдечно благодари на долупоменатитѣ г-да г-да за дѣто по случай прѣдстоящия градежъ на градското ни училище притекоха се на помощъ както слѣдва: Отъ града: свещ. Григорий п. Трифоновъ, 54 гр. ток., Андрея О. Гашевъ, механджия, 268 гр. ток., Михаил Н. Поленакъ, калайджия 216 гр. т., Захарий Новевъ, гл. учитель 124 гр. т., Китанъ Траяновъ, ракиджия 62 гр. т., Петре Веляновъ, касапъ 62 гр. т., Симо Андрдовъ, търговецъ 69 гр. т., Василъ Атанасовъ, учитель 62 гр. т., Тома п. Григоровъ, учитель 54 гр. т., Климе Костовъ, търговецъ 46 гр. т., Петре Игновъ, ракиджия, 46 гр. т., Никола х. Ивановъ, ракиджия 54 гр. т., Филе Новачевъ, механджия 54 гр. т., Елисей Филевъ, търговецъ, 54 гр. т., Аврамъ Илиевъ, терзия 54 гр. т., Мито Силяновъ, самарджия 54 гр. т., Георгия Китановъ, механджия 46 гр. т., Миланъ и Лазо, Керестеджий 46 гр. т., Томо Тимосиевъ, кондураджия 40 гр. т., Ефтимъ Шекеровъ, терзия 46 гр. т., Гйошо Гашевъ, ракиджия 46 гр. т., Никола Китановъ, абаджия 30 гр. т., Душанъ Дъмковъ, терзия 30 гр. т., Тоде Гаревъ, ракиджия 30 гр. т., Йованъ Смиляновъ, тенекеджия 23 гр. т., Стоянъ Михайловъ, кондураджия 23 гр. т., Тодоръ Ср[]липовъ, хлѣбаръ 23 гр. т., Гаврилъ Китановъ, терзия 23 гр. т., Христо Димитровъ, коюнджия 23 гр. т., Христо Спасовъ, учитель 23 гр. т., Тано Радевъ, бакалинъ 23 гр. т., Тоде Атанасовъ, ракиджия 11:20 гр. т., Несторъ Анастасовъ, ханджия 11:20 гр. т., Ристо Митревъ, хлѣбаръ 5 гр. т., Атанаско Цвѣтковъ, самарджия 3 гр. т. и Коста 11:20 гр. т. Отъ с. Вълковия (Тетовско): свещ. Сотиръ Кузмановъ 54 гр. т., Груно Матовъ 46 гр. т., Танче Стойковъ 23 гр. т., Карафилъ Тръпушковъ 23 гр. т., Илко Стефановъ 12 гр. т., Мако Илиевъ 23 гр. т., Илче Георгиевъ 12 гр. т., Давидъ Стефановъ 23 гр. т., Цѣно Кузмановъ 12 гр. т., Аврамъ Теофилйовъ 23 гр. т., Мено Митовъ 23 гр. т. Да живѣятъ подобни родолюбци и дано Богъ ги възнагради стократно! Настоятелството счита за свой отечественъ дългъ да напомни и на ония наши българи въ странство, които сѫ били поканени писменно да поднесатъ лептата си за горѣказаната цѣль и се озоватъ повъзможностъ поскоро на поканитѣ. гр. Гостирваръ Отъ Настоятелството 27ий априлий 1910 год. | ” |
|   | |   |

Христо Спасов-Танушоски е български просветен деец от Македония.

## Биография
Роден е в гостиварското село Маврово, тогава в Османската империя. Работи като учител в Македония. Назначен е от Българската екзархия и учителства в Одрин и Маврово. По времето на учителстването си в Одрин в 1901 година публикува статии за местните обичаи от родния си край в цариградския вестник „Вести“.  В 1910 година, докато е учител в българското училище в Гостивар, е споменат в благодарствено писмо като дарител за градско училище в Гостивар.